# غلامحسین کاشف
غلامحسین کاشف  (۱۲۶۵-۱۳۳۲ شمسی) متولد کاشان، از سیاستمداران ایرانی بود، که در دوره‌های نهم
، دهم
و یازدهم 
به عنوان نماینده تهران در مجلس شورای ملی حضور داشت.
غلامحسین کاشف در کاشان به دنیا آمد. سپس به همراه پدر به همدان رفت و بعد از اتمام تحصیلات ابتدایی در آن شهر، به تهران و مشهد عزیمت نمود. پس از آن بنا به دعوت برادرش به استانبول ترکیه رفت و مشغول به تحصیل شد و با مراجعت به تهران، به تدریس زبان فرانسه پرداخت. وی به زبان عربی، ترکی، روسی و انگلیسی تسلط داشت و زبان پهلوی و خط میخی را خوب می‌دانست. 
کاشف دبیر اولین اتاق تجاری ایران به ریاست محمدحسین امین‌الضرب در سال ۱۳۰۵ شمسی بود. زمانی که او در سال ۱۳۱۱ نایب رئیس اتاق تجارت تهران بود، در تصویب قانون تجارت نقش داشت. کاشف چندین دوره در  اتاق بازرگانی تهران عضویت داشت و با سمت منشی و نایب‌رئیس اتاق بازرگانی فعالیت می‌کرد.  